# ピレウス帽

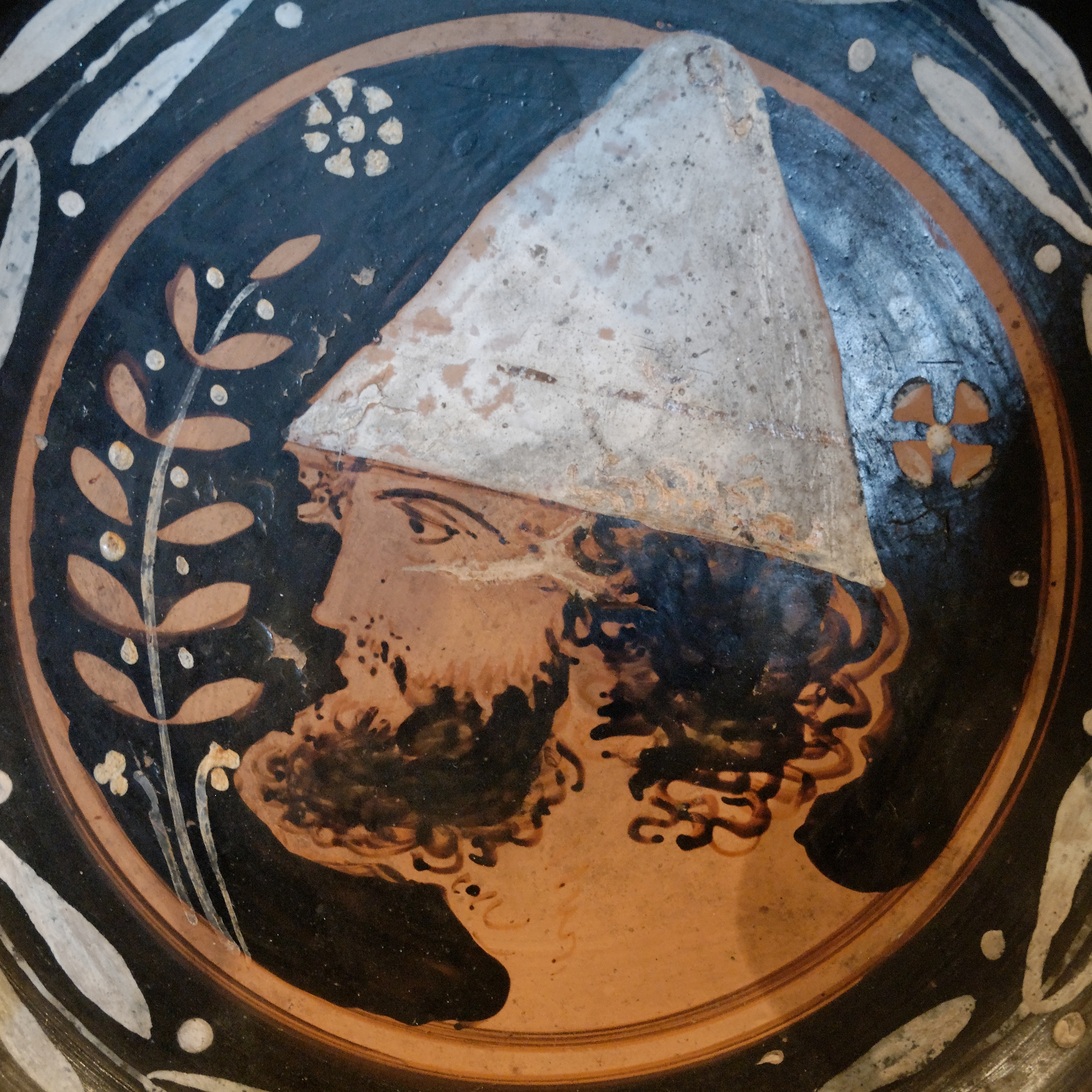
イタリアプッリャ州の赤絵式陶器に描かれた円錐型のピレウス帽の男性、紀元前4世紀第3四半期、 ルーヴル美術館

ピレウス帽、ピレウス（ラテン語: pileus/pilleus）あるいはピレウム（ラテン語: pilleum）は、もともとピロス（古代ギリシア語: πῖλος,pîlos,pilos）という古代ギリシア、エトルリア、イリュリア（パンノニア）で着用されていたつばのないフェルトの帽子であり、後に古代ローマにも取り入れられたものである。
ペタソスと共にピロスは、古代と古典時代（紀元前8世紀-4世紀）のギリシアで最も一般的なタイプの帽子だった。紀元前5世紀には古代ギリシアに青銅版が現れ始め、ピロス式兜が歩兵用として人気を博した。その兜には時折、馬毛の装飾がつけられていた。ギリシアのピロスはローマとエトルリアのピレウスに似ており、通常はフェルトでできていた。ギリシア語のピリディオン（πιλίδιον,pilidion）とラテン語のピレオルス（pilleolus）はスカルキャップに似た小型の帽子だった。
同様の帽子は、ガリア人とフランク人の服に見られるように、ヨーロッパのさまざまな地域で古代後期と中世初期に着用された。アルバニアの伝統的なフェルト帽子のプリス（plis）あるいはケレシェは、今日アルバニア、コソボ、および隣接する地域で着用されており、古代イリュリア人が被っていた同様のフェルト帽子に由来する。
ピレウス・コルヌトゥス（pileus cornutus）と呼ばれる尖ったバージョンは、12世紀からの17世紀の5世紀間にわたって神聖ローマ帝国のユダヤ人の識別記号として使用された。

## 名前
古代の帽子の単語はラテン語でピレウス（pileus/pilleus）あるいはピレウム（pilleum）、古代ギリシア語ピロス（πῖλος,pilos）で、フェルトの一種を表していた。ピレウス（pileus/pilleus）、ピロス（πῖλος,pilos）、ラテン語のぺリス（pellis）、アルバニア語のプリス（plis）、古高地ドイツ語のfiliz、スラブ祖語の*pьlstьは、フェルト（felt）の語源になったとされる「皮膚」・「皮」などの意味を持つインド・ヨーロッパ祖語の語根“*pel-”から派生したという考えも存在する。

## 歴史

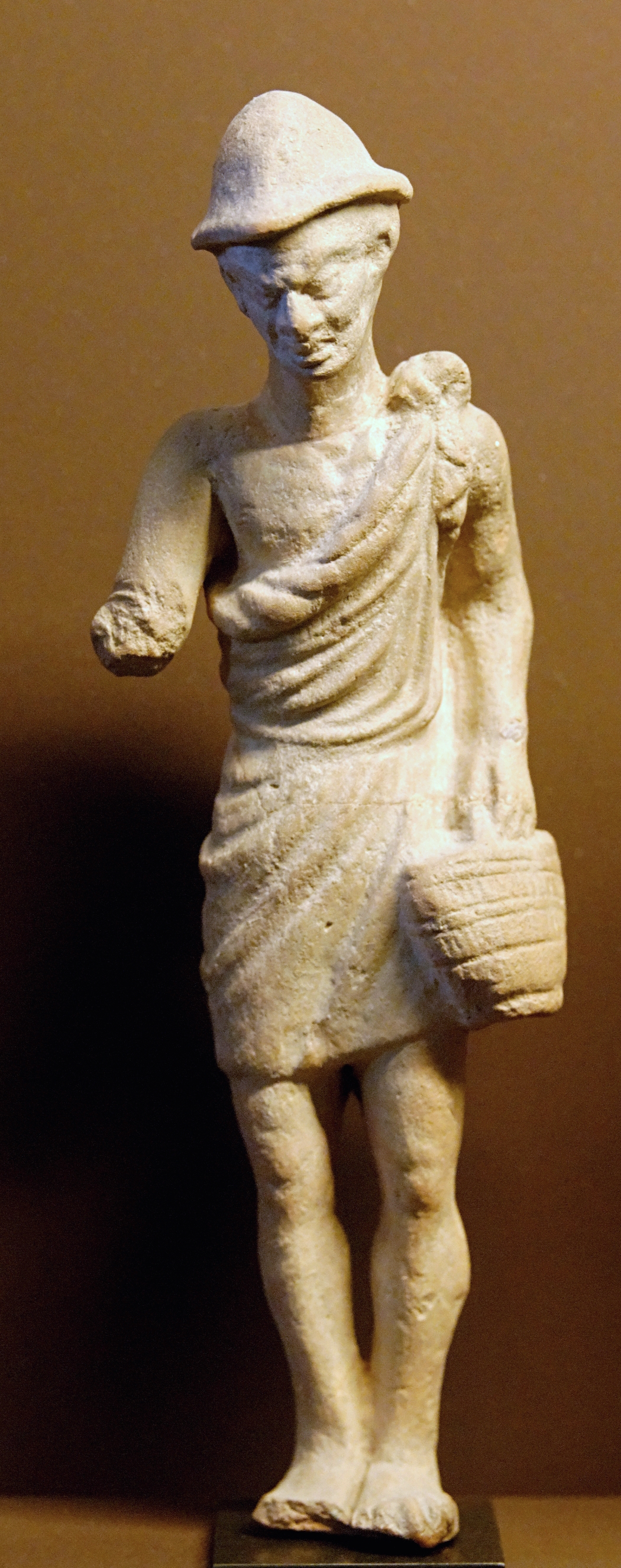
古代ギリシアのテラコッタ像、ピロスを被った農民、紀元前1世紀

### ギリシア

#### ピロス
ピロス（古代ギリシア語: πῖλος,pîlos,pilos)は、古代ギリシアの旅行者、労働者、船員の間でよく着用された円錐形の帽子であったが、時にはペタソスとして知られる低くて広い縁取りのものも好まれた。フェルト製や革製のものなどがあった。ピロスはペタソスと共に、古代と古典時代(紀元前8世紀〜4世紀)のギリシアで最も一般的なタイプの帽子だった。
ピロスの帽子は、彫刻、レリーフ、古代の陶器に代表されるように、しばしば神話上の双子ディオスクーロイのカストールとポリュデウケースが着用している様子が描かれる。その帽子は、おそらく彼らが孵化した卵の残骸であると考えられた。また、ピロスはテーベのカベイロスの聖域であるCabeirionにある少年の奉納品にも登場する。
中期のビザンティン時代の様々な芸術的描写では、ピロスの帽子を被った兵士が見られる。

#### ピロス式兜

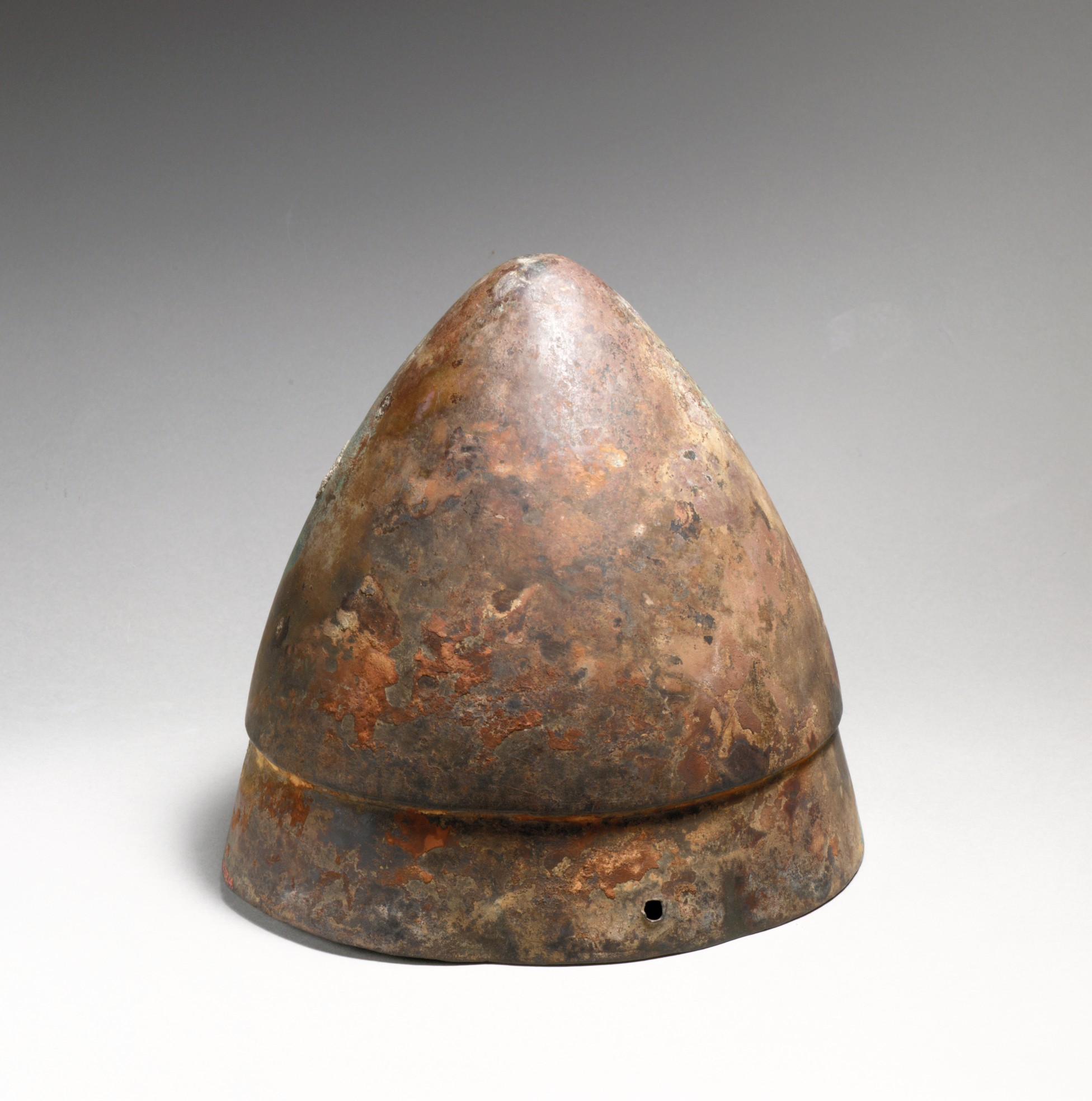
古代ギリシアのピロス式兜、紀元前450-425年

ピロス式兜あるいはピロス式ヘルメット（Pilos helmet）は同じ名前の帽子に由来し、紀元前5世紀からギリシア人によって生み出された。
この兜はピロスと同じ形の青銅でできており、おそらく快適さのために兜の下に着用されることがあり、兜が円錐形になる影響を与えた。
一部の歴史家は、ピロス式兜がスパルタのようなギリシアのいくつかの都市で広く流行していたと推測しているが、スパルタや他のギリシアの国家が軍隊のために標準化された方法で兜を使用したことを示す主要な歴史的情報源や考古学的証拠はない。その歴史家たちが兜がスパルタのような場所で広まっていると信じたのは、とりわけ、歩兵が完全な視力と機動性を必要とする戦場戦術の進歩と考えられていたからである。しかし、他の多くのタイプのギリシアの兜は、コノスやカルキディケー式兜など、視認性に関してはピロスと同様のデザインを提供していた。

### エトルリア
ギリシア起源のピロス式兜は、エトルリア時代後期にこの地域の地方軍によって着用された。

### イリュリア
いわゆる「イリュリアの帽子」は、テトラルキアの時代には「パンノニアのピレウス」としても知られていた。このように、皇帝兵士の時代には、パンノニアのピレウスが広く使用されるなど、ローマ帝国のイリュリア属州の影響が明らかだった。
アルバニアの伝統的なフェルト帽子プリス (アルバニア語: plis）はギリシア語ピロスとラテン語ピレウスの同根語で、イリュリア人が着用していた同様のフェルト帽子に由来する。 1542年のラテン語辞書"De re vestiaria libellus,ex Bayfio excerptus"は、アルバニアの帽子をキルバシアと同一視し、「円錐の形をした背の高いピレウス帽」（羅: pileus altus in speciem coni eductus)と説明した。
ピレウスを身に着けているイリュリア人は、ダルマチアの遺跡Tiluriumから出土したのローマのフリーズで、はっきりとしてはないが示唆されている。この記念碑トロパイオンは、紀元前6-9年のバト戦争の後にローマ人によって建てられた戦利品基地の一部である可能性がある。
パンノニアで生まれた毛皮や革で作られた円筒形の平らな帽子は、パンノニアンの帽子「ピレウス・パンノニクス(羅: pileus pannonicus)」 として知られるようになった。

### ローマ

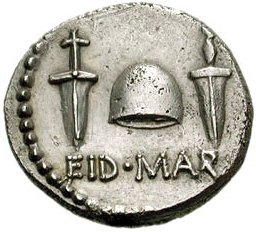
2本の短剣の間のピレウス、イードゥース・マルティアエでのカエサルの暗殺を記念してブルータスによって発行されたデナリウスの裏側

ローマのピレウスはギリシャのピロスに似ており、多くの場合フェルトで作られていた。古代ローマでは、プラエトルという法務官がビンディクタ（vindicta）と呼ばれる棒で奴隷に触れ、解放を宣言する儀式で奴隷が解放された。奴隷の頭は剃られ、その上にピレウス帽が被らされた。ビンディクタと帽子はどちらも、ローマ神話の自由の女神リーベルタースのシンボルと見なされていた。
19世紀の古典古代の辞書の1つには、「ローマ人の間では、フェルトの帽子は自由の象徴だった。奴隷が自由を手に入れると、彼は頭を剃り、髪の代わりに染めていないピレウスを身に着けた」 とあり、servos ad pielum vocare というフレーズは自由への呼びかけであり、それによって奴隷はしばしば自由の約束とともに武器を取るように求められた (ティトゥス・リウィウス. XXIV.32)。西暦145年に鋳造されたアントニヌス・ピウスの硬貨の一部に描かれている自由の女神は、この帽子を右手に持っている。
テトラルキアの時代には、6世紀までローマ軍の主な軍帽としてパンノニア帽であるピレウス・パンノニクスが採用されており、軽武装または非番の兵士や労働者が着用していた。それは、3世紀後半のローマの芸術作品、特にモザイクによく見られる。帽子の最も古い保存標本は、エジプト東部の砂漠にあるモンス・クラウディアヌスのローマの採石場で発見され、西暦100年から120年のものとされている。それは深緑色で、低いフェズ（トルコ帽）またはピルボックス帽のように見える。

### 後期と変種
同様の帽子は、ガリア人とフランク人の服、特にメロヴィング朝とカロリング朝時代の服に見られるように、ヨーロッパのさまざまな地域で古代後期と中世初期に着用された。

## ギャラリー

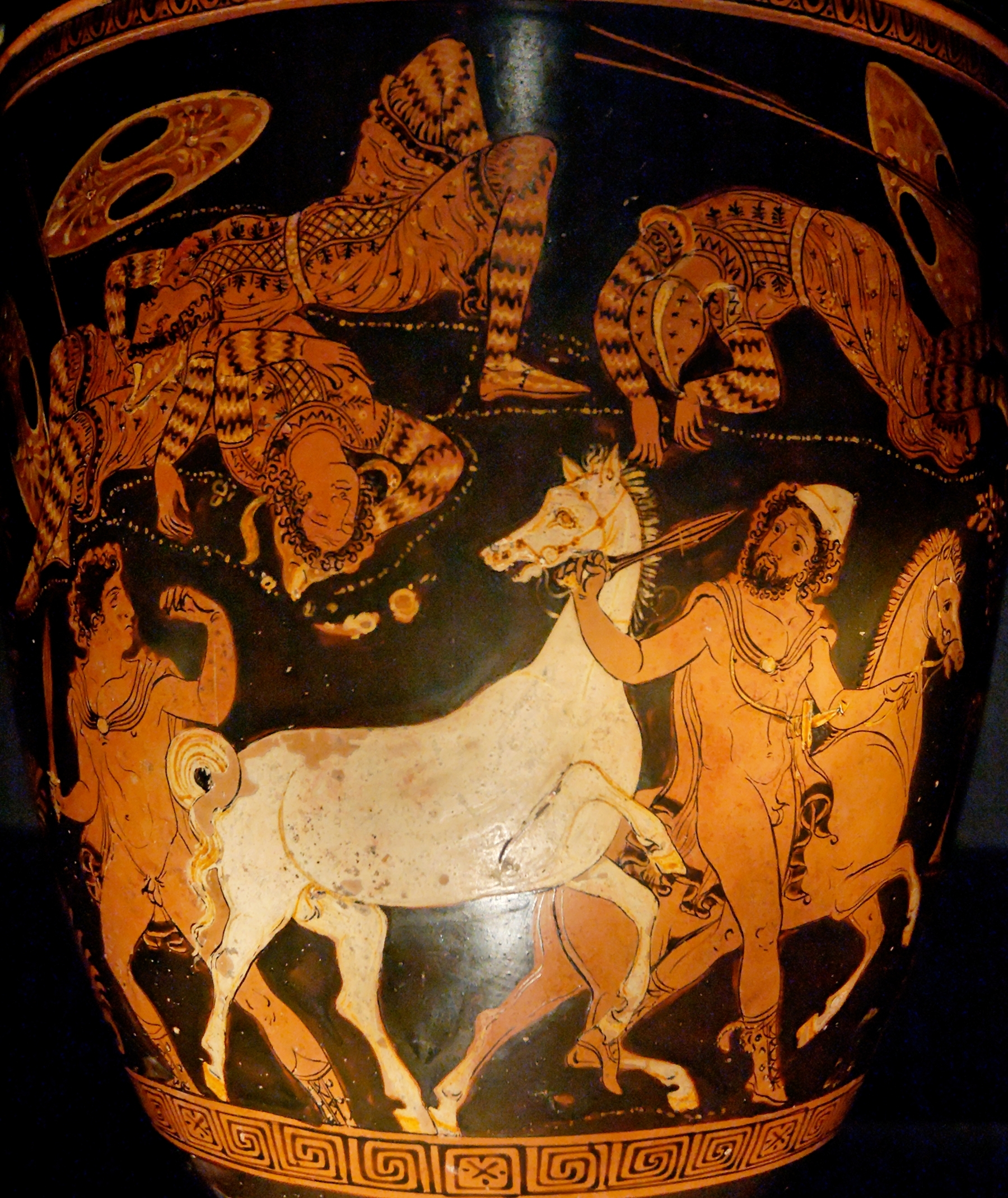
ピロスを被ったオデュッセウス。古代ギリシアの赤像式のシトゥラ（英語版）という器、プッリャ州、紀元前360年頃、ナポリ国立考古学博物館蔵
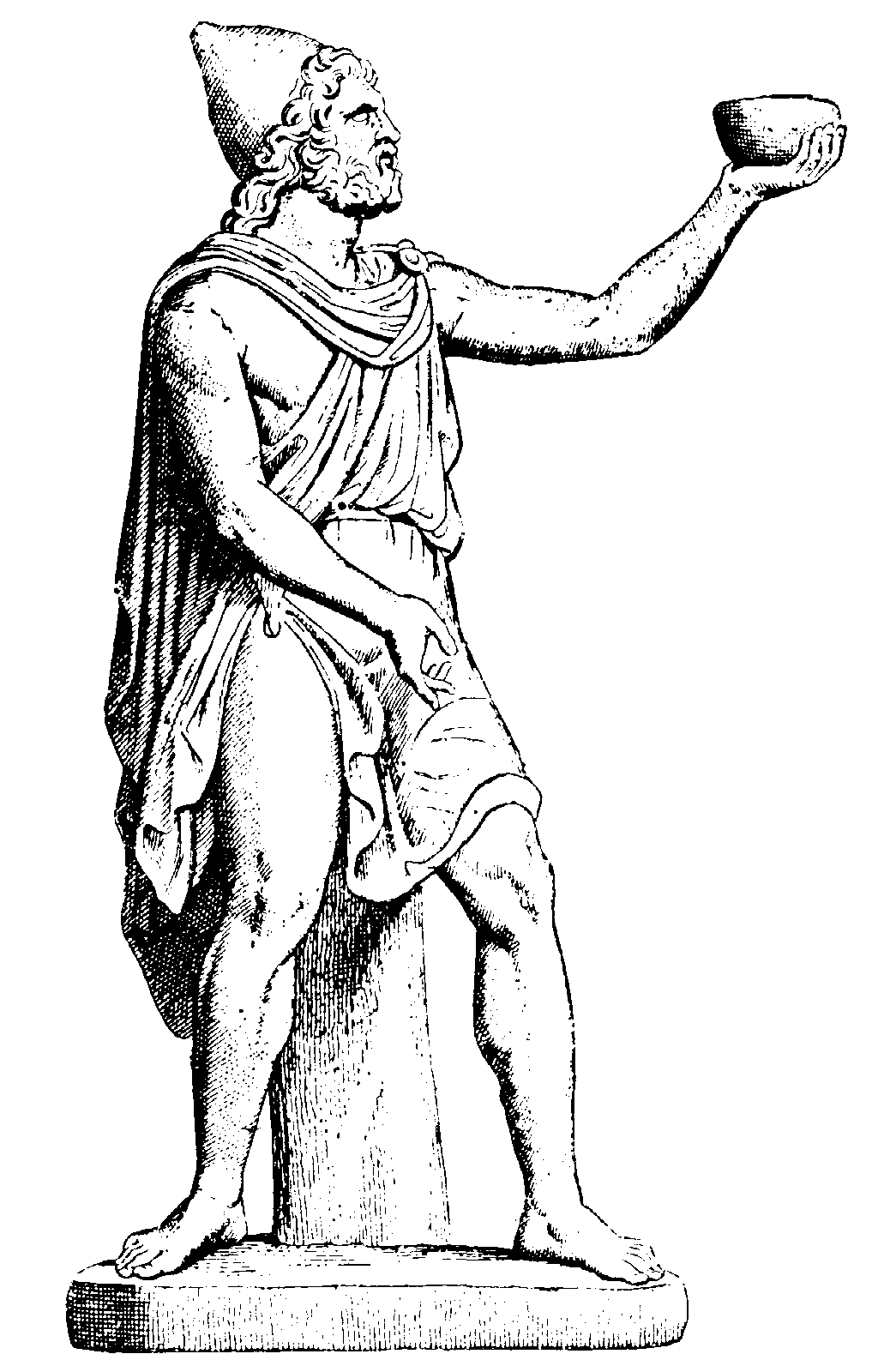
エクソミス（英語版）服とマントの一種クラミュス（英語版）を着てピレウス帽を被ったオデュッセウス。この絵は、ヌーディスク・ファミリアブーク（英語版）の初版（1876年 - 1899年）などで掲載。作者不明。
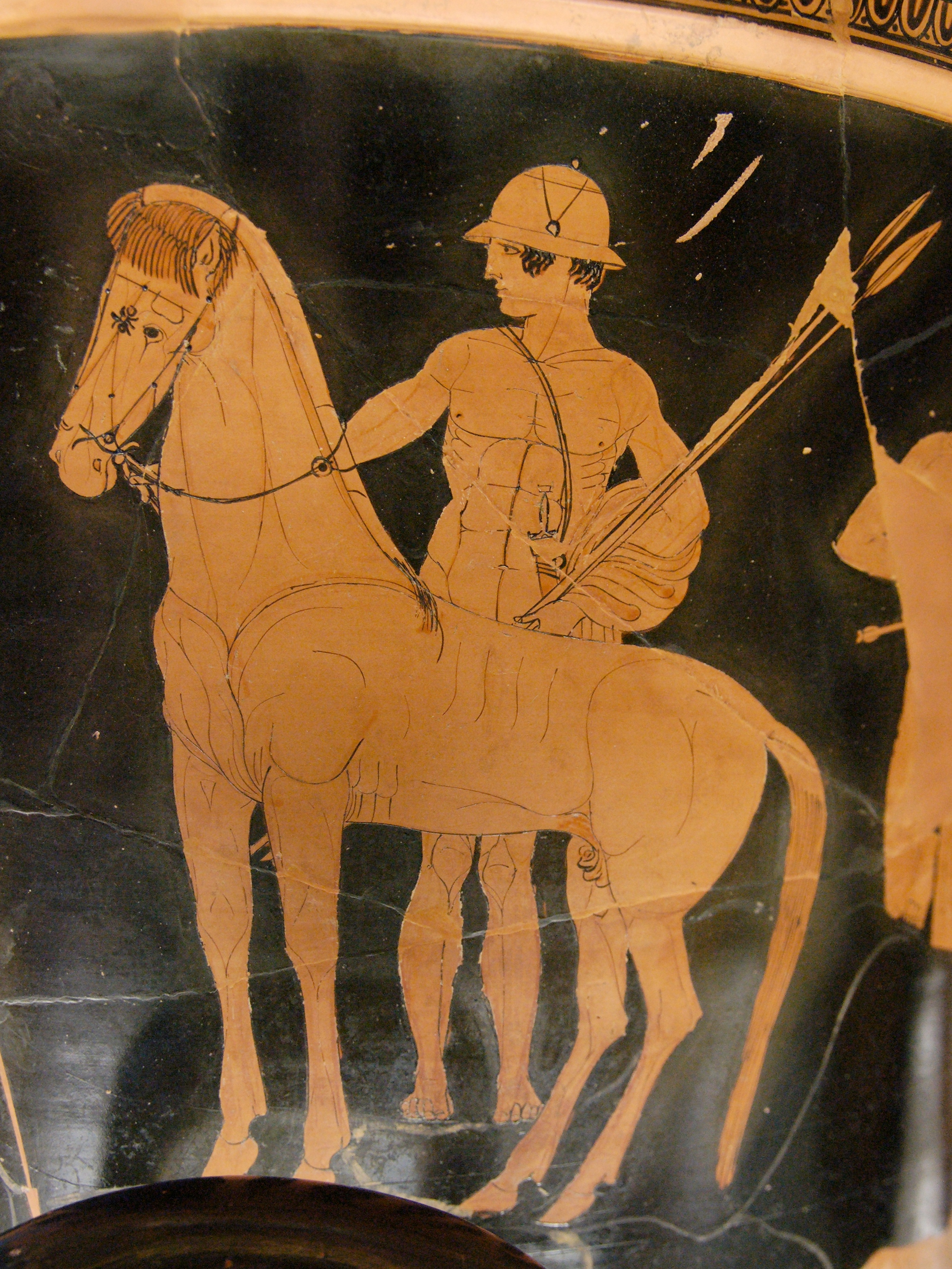
ピロス式兜を被ったカストール 、アッティカの赤像式のクラテール、紀元前460-450年頃
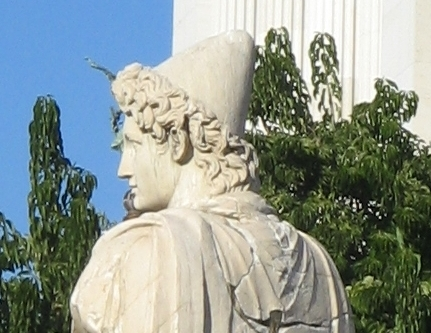
ローマのカンピドリオの古代末期の巨像に確認される通り、ピレウスは特に ディオスクーロイと関連付けられる。
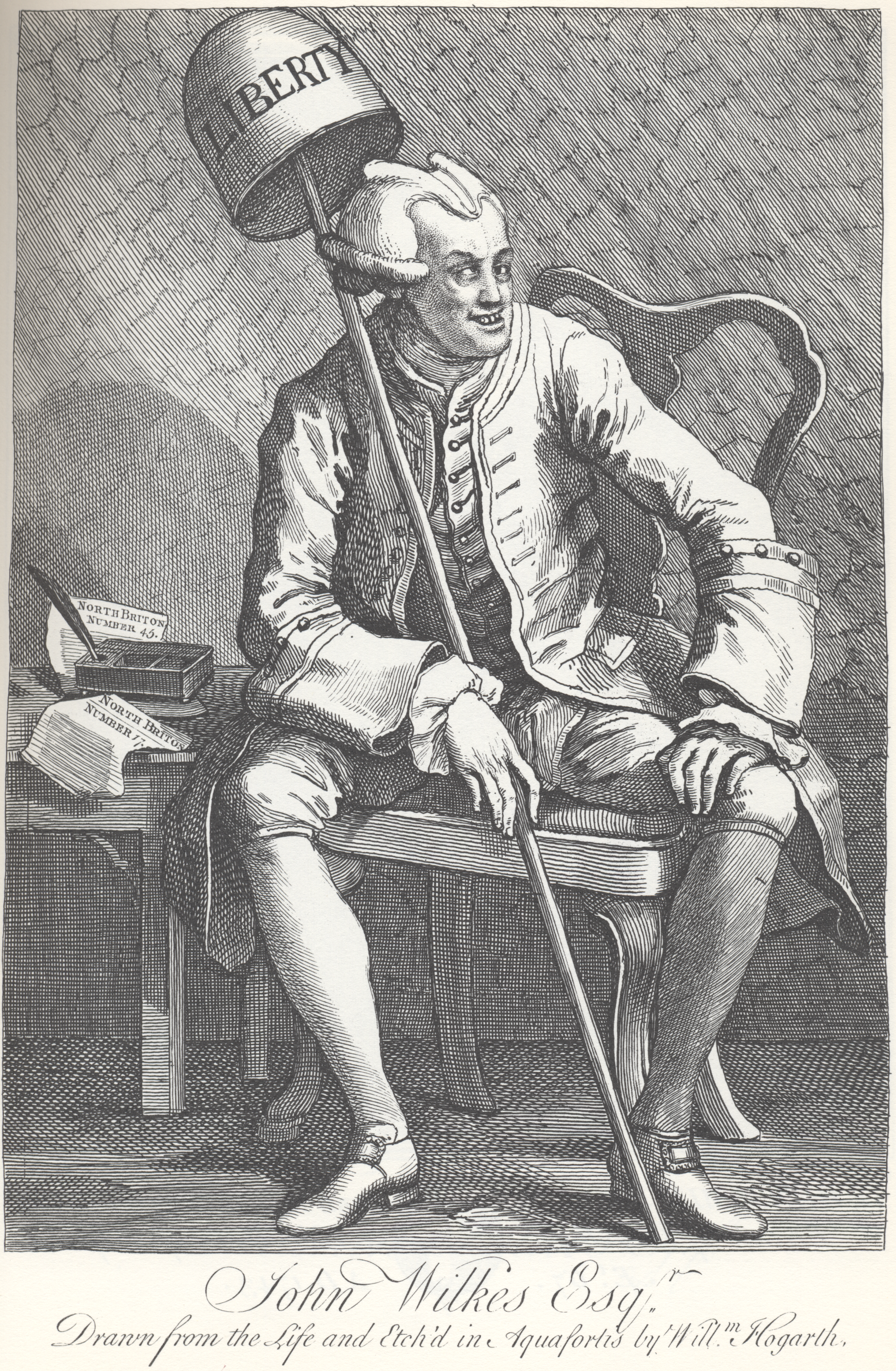
自由の帽子を杖に掲げたジョン・ウィルクス。この帽子は18世紀のデモで使われた。ウィリアム・ホガース描画。
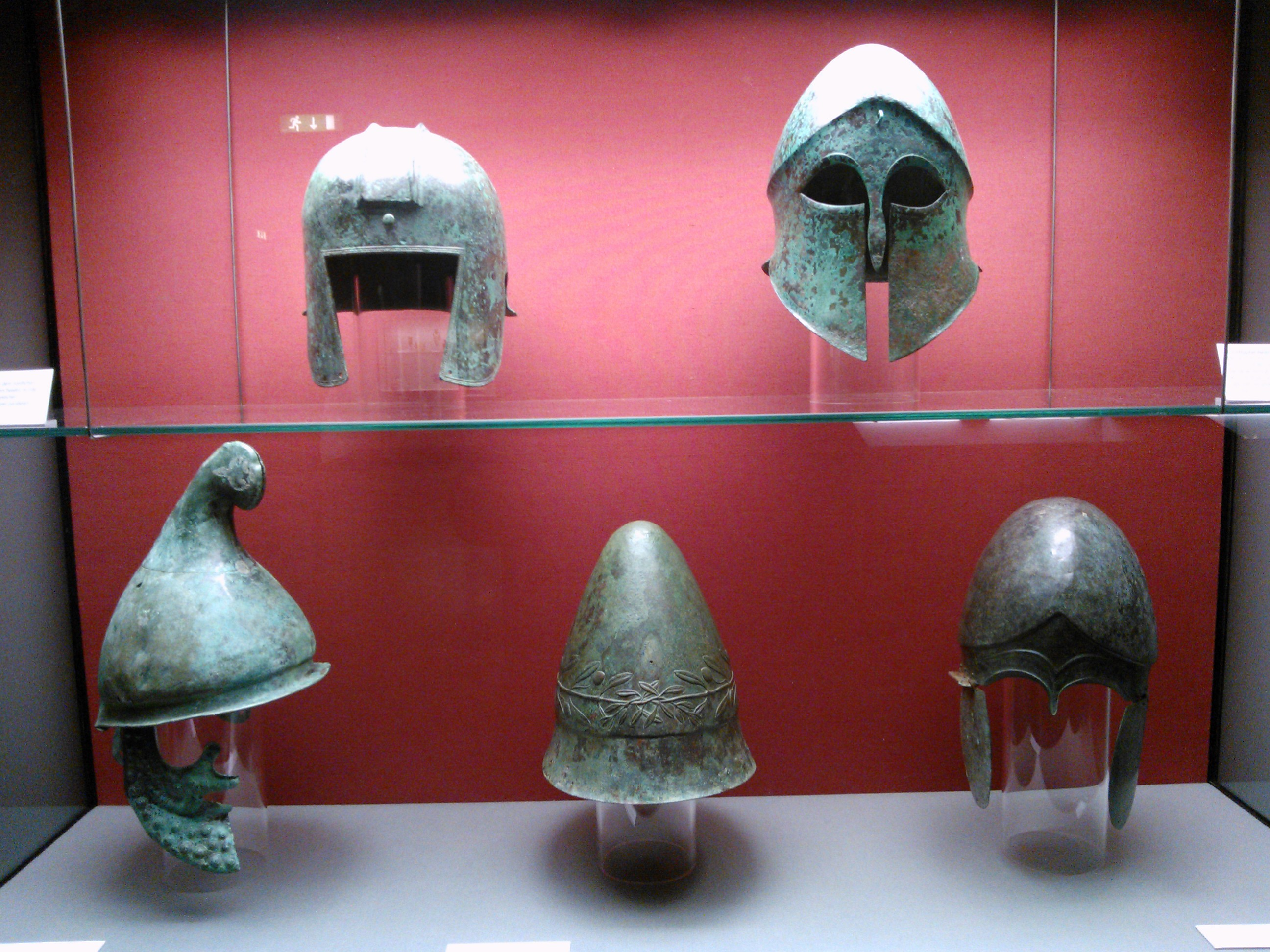
古代ギリシアの兜。上段、左から右へ:イリュリア式兜、コリント式兜。下段、左から右へ:フリュギア式兜、オリーブの枝飾り付きのピロス式兜、カルキディケー式兜。ドイツ、ミュンヘンのバイエルン州立古代美術博物館（英語版）
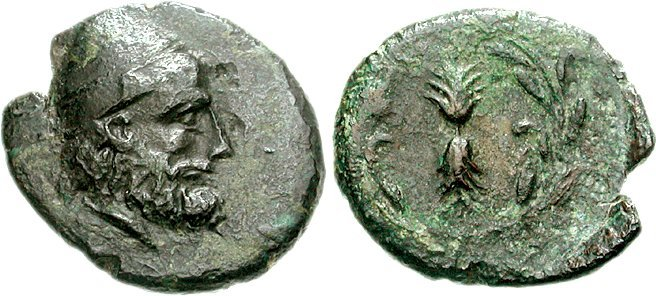
紀元前3世紀のイタキ島の硬貨に描かれた、ピレウスを被ったオデュッセウス
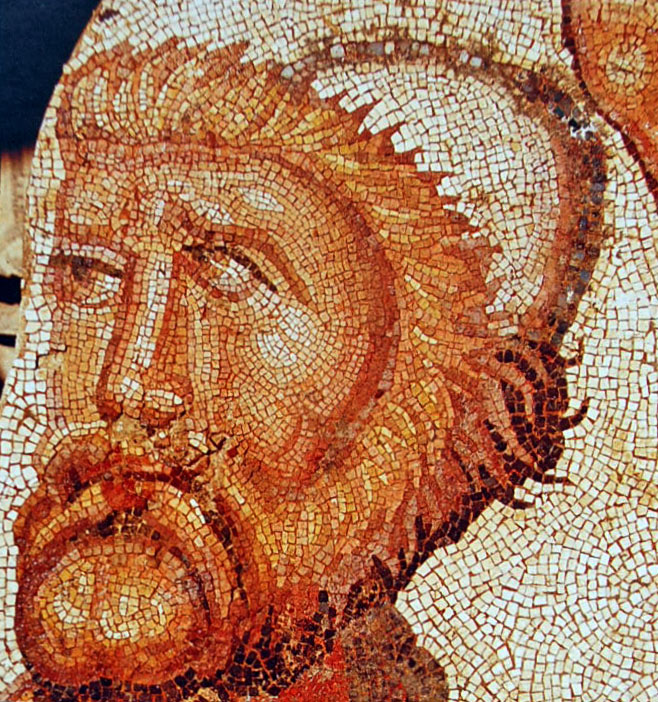
スキュロス島にて女装したアキレウスを見破って暴露するオデュッセウス。スペインのペドロサ・デ・ラ・ベガ（英語版）のラ・オルメダ（英語版）で発見されたローマのモザイクの一部、西暦5世紀
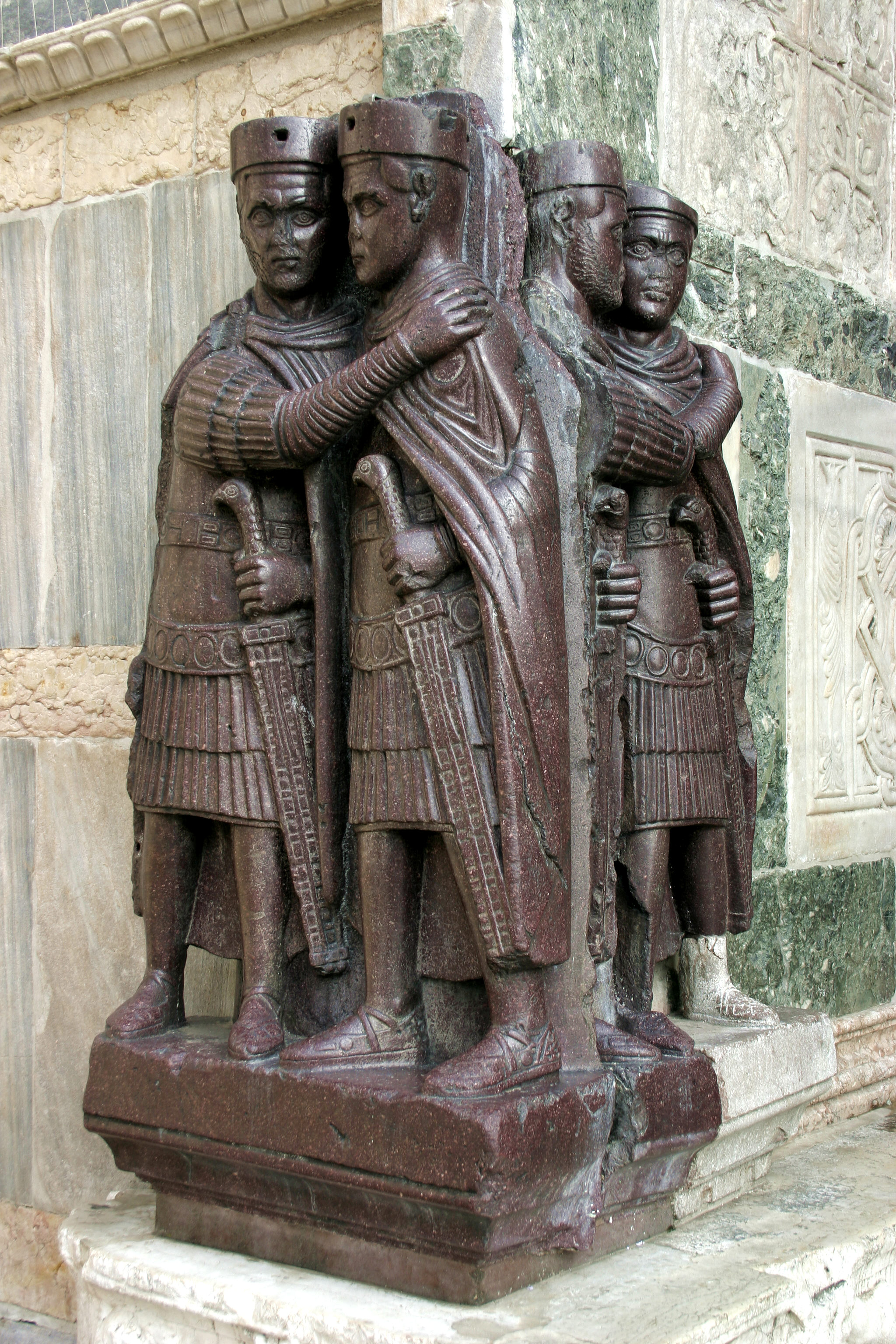
ヴェネツィアのサン・マルコ大聖堂にある斑岩制の彫刻像であるテトラルキアは、皇帝ディオクレティアヌスとその3人の帝国の同僚。全員が、後期軍の将校が着用したウールのパンノニア式のピレウス帽を着用している。